# Dioctria maslovi
Dioctria maslovi är en tvåvingeart som beskrevs av Esipenko 1971. Dioctria maslovi ingår i släktet Dioctria och familjen rovflugor. Inga underarter finns listade i Catalogue of Life.